# Ernst Fuchs (Theologe)
Ernst Fuchs (* 11. Juni 1903 in Heilbronn; † 15. Januar 1983 in Langenau) war ein deutscher evangelischer Theologe. Mit Gerhard Ebeling gilt er als führender Vertreter der hermeneutischen Theologie im 20. Jahrhundert.

## Leben
Ernst Fuchs wurde am 11. Juni 1903 in Heilbronn geboren. Nach dem Schulbesuch der kirchlichen Seminare Schöntal und Urach begann er in Tübingen das Jura-Studium. Bei dem eher zufälligen Besuch einer theologischen Vorlesung des Exegeten Adolf Schlatter faszinierte ihn die Verbindung von biblischer Textauslegung und aktueller Lebenserfahrung so sehr, dass er zum Theologiestudium überwechselte. Als er zur Fortsetzung seines Studiums 1924 nach Marburg/Lahn ging, erlebte er zwischen Rudolf Bultmann und Martin Heidegger eine Begegnung von Theologie und Philosophie mit, die ihn nachhaltig prägte. Nachdem er in Württemberg sein 1. Examen bestanden hatte, wurde er in Marburg mit einer von Bultmann begleiteten Dissertation über „Das Verhältnis des Glaubens zur Tat im Hermasbuch“ von der Theologischen Fakultät 1929 promoviert. Kurz darauf wechselte er an die Universität nach Bonn, wo er Assistent des Neutestamentlers Karl-Ludwig Schmidt wurde. Mit einer Arbeit über „Christus und der Geist bei Paulus“ wurde er 1932 von der Evangelisch-theologischen Fakultät in Bonn habilitiert. Nach der Machtergreifung durch die Nazis wurden sowohl Schmidt wie Fuchs von der Bonner Universität 1933 entlassen. Fuchs suchte Hilfe bei seiner Württembergischen Landeskirche. Er wurde als Pfarrer von 1934 bis 1938 nach Winzerhausen b. Großbottwar entsandt, musste aber auch dort der Diffamierung durch die Partei weichen und wurde nach Oberaspach im Hohenlohischen versetzt, wo er bis 1951 als Pfarrer tätig war. Als Mitglied der „Kirchlich-Theologischen Sozietät“ gehörte er der Bekennenden Kirche an und trat für die Freiheit der Kirche sowohl gegenüber dem Nazi-Regime wie gegenüber einer in seinen Augen allzu kompromissbereiten Kirchenleitung ein.
1946/47 nahm er für drei Semester einen Lehrauftrag an der Theologischen Fakultät der Universität Marburg wahr, die ihm 1947 auch den Dr. h. c. verlieh. Ab 1949 wurde er erst Dozent, 1953 apl. Professor für Neues Testament in Tübingen, nachdem er sein Pfarramt in Oberaspach aufgegeben hatte. In Tübingen geriet Fuchs in den Streit um Bultmanns Entmythologisierungsprogramm, das er seinerseits noch radikalisierte, indem er die pietistischen Mythen, die die Begegnung mit Jesus in seinen Augen verstellen, existential interpretierte. Über Fuchs wurde von der Württemberger Kirchenleitung ein mehrmonatiges Predigtverbot verhängt. Seine Berufung durch die Bonner Fakultät 1952 wurde von der Rheinischen Kirchenleitung verhindert, die ihm Irrlehre gutachtlich unterstellte. Erst auf Grund des energischen Eingreifens von Gerhard Ebeling wurde das Gutachten 1954 wieder zurückgezogen. Nun konnte Fuchs 1955 als Ordinarius an die Kirchliche Hochschule nach Berlin berufen werden, nachdem er 1954 in Tübingen eine „Hermeneutik“ als „Sprachlehre des Glaubens“ veröffentlicht hatte. Die „Blütezeit“ seiner neutestamentlichen wie hermeneutischen Lehre schloss sich in Berlin von 1955 bis 1961 an. Fuchs konnte noch vor dem Mauerbau die aus dem Osten wie aus dem Westen zahlreich zu ihm strömenden Theologen erreichen. Eine große Schülerschar sammelte sich um Ernst Fuchs. Theologen wie Christoph Demke, Eberhard Jüngel oder Dieter Nestle, Wolfgang Harnisch, Gerd Schunack, Harald Weinacht oder Robert Schuster (1934–2013), Peter Widmann oder Christian Möller u. a. wurden in Berlin oder später in Marburg (1961–1970) bei Ernst Fuchs promoviert. Seine Lehre verdichtete sich in drei Aufsatzbänden: 1. „Zum hermeneutischen Problem in der Theologie“ (1959), 2. „Zur Frage nach dem historischen Jesus“ (1960), 3. „Glaube und Erfahrung“, 1965.
Einen Ruf an die Theologische Fakultät der Universität Zürich lehnte Fuchs 1961 ab und nahm stattdessen im selben Jahr die Berufung der Universität Marburg auf einen Lehrstuhl für Neues Testament und Hermeneutik an, wo er bis 1970 lehrte. Hier intensivierte sich das Gespräch mit Rudolf Bultmann in kritischer Weise, zumal auf Grund der neuen Frage nach dem historischen Jesus. Hier intensivierte sich auch der Austausch mit amerikanischen Kollegen wie John M. Robinson, Schubert M. Ogden und Van A. Harvey über die „Neue Hermeneutik“ von Fuchs und Ebeling, was 1962 mit beiden zu einer „Consultation on Hermeneutics“ an der Drew University (Madison, USA) führte. Die Bemühungen von Ernst Fuchs um Hermeneutik wurden 1963 mit der Gründung eines Instituts für Hermeneutik in der Theologischen Fakultät Marburg gekrönt. Aus der Arbeit an diesem Institut und im Austausch mit Gerhard Ebeling in Zürich erwuchs bei Fuchs 1968 die „Marburger Hermeneutik“ (1968) als Summe seiner hermeneutischen Forschung. Welches Verstehen der Glaube ermöglicht, musste Fuchs auf einer Disputation mit Walter Künneth über „Die Auferstehung Jesu Christi von den Toten“ erweisen, die am 12. Oktober 1964 in Sittensen bei Hamburg stattfand. Fuchs plädierte für ein Verstehen, das nicht erst, wie Künneth, das Faktum der Auferstehung zu sichern sucht, ehe dann Glauben gefordert wird. Es ging Fuchs vielmehr um einen Glauben und um ein Verstehen der Auferstehung, die schon durch die Person Jesu selbst ermöglicht werden: „Er reißet durch die Höll, ich bin stets sein Gesell“(Paul Gerhardt).
Nach der Pensionierung 1970 kehrte Fuchs in seine württembergische Heimat und in die Nähe seiner Kinder zurück. Er starb am 15. Januar 1983 in Langenau bei Ulm.
Sein Nachlass befindet sich in der Universitätsbibliothek Tübingen (Signatur: Mn 22).

### Theologie

#### „Entmythologisierung“
Rudolf Bultmanns missverständliches, weil nach Ent-rümpelung wie Ent-sorgung klingendes Programmwort „Entmythologisierung“ griff Ernst Fuchs dennoch auf, weil der Begriff im Jahr 1942 eine deutliche Spitze gegen die nationalsozialistische Weltanschauungsfibel Der Mythus des 20. Jahrhunderts von Alfred Rosenberg enthielt, und weil er nach dem Zweiten Weltkrieg zum Kampfwort gegen jede neue Art von reaktionärer Weltanschauung wurde. Nicht auf weltanschauliche Vorstellungen kam es Fuchs an, sondern auf Existenz prägende Einstellungen der Liebe, die in ihrer Not nach dem Wort des Glaubens ruft. Das eigentliche Ziel der „Entmythologisierung“ neutestamentlicher Texte wurde bei Fuchs die Begegnung mit Jesus selbst. Deshalb folgt aus der existentialen Interpretation bei ihm eine neue Frage nach dem historischen Jesus. Gefragt wird nach Jesu Zeitverständnis, das sich aus seinem Ruf ergibt: „Das Reich Gottes ist nahe herbeigekommen!“ Dieser Ruf macht das Evangelium zu einer Zeitansage des Reiches Gottes. Jesus selbst wird an seinem Umgang mit Zeit erkannt, wie er sich in Gleichnissen, Streitgesprächen, kurzen Logien und langen Erzählungen als Zeit des Reiches Gottes erschließt. Leere Zeit füllt sich in Jesu Zeitansagen mit der Fülle des Reiches Gottes als Zeit zum Fest, als Zeit zu kreativer Ruhe, als Zeit zu Trotz und Trost usw. Existentiale Interpretation neutestamentlicher Texte im Horizont des Zeitverständnisses Jesu verwandelt sich bei Fuchs mehr und mehr zu einer sakramentalen Interpretation, weil es ihm um das von selbst wirksame Wort geht, das den Text zu einem Gabentisch macht, von dem Ausleger und Hörer beschenkt werden.

#### Existentiale Interpretation
Historisch-kritische Exegese war bei Fuchs unabdingbar notwendig, um den biblischen Text an seinem historischen Ort aufzusuchen, wo er heilsam fremd wird. Freilich hat die Exegese erst dann ihren Dienst getan, „wenn sich aus dem Text die Nötigung zur Predigt ergibt“. Die Aufgabe der Verkündigung ist für Fuchs kein beliebiger Anwendungsfall, der auch wegfallen könnte. Es ist der notwendige, unverzichtbare Ernstfall biblischer Exegese: „Der Text ist ausgelegt, wenn Gott verkündigt wird!“ Dafür braucht es die Korrektur der historisch-kritischen Exegese durch die existentiale Interpretation, die das historische Nacheinander in ein Beieinander von Mensch und Gott überführt. Die existentiale Interpretation übersetzt die historischen Vorstellungen in Existenz prägende Einstellungen, die nach dem Wort der Liebe und der Predigt des Glaubens an die Liebe rufen. Dann wird die Predigt des Glaubens existenz-notwendig.

#### Neue Hermeneutik
Das Neue seiner „neuen Hermeneutik“ sah Fuchs darin, dass nicht mehr nach dem „Sinn des Textes“ gefragt wird, sondern „nach der mit dem Text selbst gegebenen hermeneutischen Hilfe“. So wird Hermeneutik zu einer „Sprachlehre des Glaubens“, weil der Glaube in den Texten auf das Sprachereignis der Liebe zu achten lernt. Nun kann die Liebe gerade da, wo sie sprachlos wird vor Entsetzen, mit Hilfe des Glaubens das Wort finden, das sie wieder zur Sprache kommen lässt und ihr Zeit zur Liebe einräumt. Auch da, wo die Liebe sprachlos vor Freude wird, lehrt sie der Glaube in den biblischen Texten auf eine Sprache des Lobes achten und eignet ihr die Freude an Gott zu. Deshalb wurde Ernst Fuchs „der Troubadour der Freude Gottes“ (J. Brantschen) genannt, weil er die biblischen Texte nicht in einen allgemeinen Sinnhorizont übersetzt, sondern sich mit allen Problemen von den biblischen Texten in den Sprachhorizont einer Liebe übersetzen lässt, die Freude an Gott stiftet.

## Werke
- Die Freiheit des Glaubens: Römer 5–8 ausgelegt. München: Kaiser 1949
- Hermeneutik. Bad Cannstatt: Müllerschön 1954
- Gesammelte Aufsätze Tübingen: Mohr (Siebeck)
  - Bd. 1: Zum hermeneutischen Problem in der Theologie: Die existentiale Interpretation. 1959
  - Bd. 2: Zur Frage nach dem historischen Jesus. 1960
  - Bd. 3: Glaube und Erfahrung: Zum christologischen Problem im Neuen Testament. 1965
- Marburger Hermeneutik. Tübingen: Mohr (Siebeck) 1968
- Jesus: Wort und Tat. Tübingen: Mohr (Siebeck) 1971
- Ernst Fuchs [und] Walter Künneth: Die Auferstehung Jesu Christi von den Toten. Die Disputation von Sittensen. Dokumentation eines Streitgesprächs. Neukirchener Verlag, Neukirchen-Vluyn 1973.
- Freude an der Predigt. Hrsg. von Gerlinde Hühn u. a. Neukirchen-Vluyn: Neukirchener 1978, ISBN 3-7887-0551-5
- Wagnis des Glaubens: Aufsätze u. Vorträge. Hrsg. von Eberhard Grötzinger. Neukirchen-Vluyn: Neukirchener 1979, ISBN 3-7887-0586-8
- Lesebuch: ausgewählte Texte. Hrsg. von Eberhard Jüngel und Gerd Schunack. Tübingen: Mohr Siebeck 2003, ISBN 3-8252-2419-8